# Japanische Musikcharts
Die japanischen Musikcharts werden seit 1968 bzw. 1987 von dem Unternehmen Oricon erhoben und veröffentlicht.
Neben den Oricon-Charts existieren weitere Musikcharts in Japan, die vom US-amerikanischen Magazin Billboard erhoben und über den japanischen Zweig Billboard Japan publiziert werden. Die japanischen Billboard-Charts werden im Rahmen des Konzeptes Hits of the World veröffentlicht.

## Geschichte der Oricon-Charts
Bereits im Jahr 1962 wurden von Tokushin Music Report Musikcharts erhoben. Die ersten Oricon-Musikcharts wurden im Januar des Jahres 1986 veröffentlicht, nachdem Original Confidence, Inc. – kurz Oricon – bereits im November des Vorjahres bereits mit der Veröffentlichung von Singlecharts auf einer experimentellen Basis begonnen hatte. Die Singlecharts wurden zunächst unter dem Namen 総合芸能市場調査 Sōgō Geinō Shijō Chōsa publiziert. Die offiziellen Albumcharts werden seit dem 5. Oktober 1987 veröffentlicht, auch wenn das Unternehmen bereits zuvor vor der Einführung der offiziellen Albumcharts Listen der bestverkauften Alben veröffentlichte.
Im Jahr 2006 verklagte Oricon den Journalisten Hiro Ugaya, nachdem dieser in einem Artikel im Saizo-Magazin im Bezug auf potentielle Chartmanipulationen seitens des Unternehmens zugunsten der Künstler bestimmter Musiklabels und Talentagenturen, vor allem für Johnny & Associates zitiert wurde. Ugaya kritisierte die Klage als strategische Klage gegen öffentliche Beteiligung in Japan. Die Klage, die im November seitens Oricon gegen Ugaya eingereicht wurde, bezichtigte diesen „verlogene Kommentare“ veröffentlicht zu haben und forderte 50 Millionen Yen, rund 320.000 Euro, Schadenersatz. In einem Interview hinterfragte Ugaya die Stichhaltigkeit der Oricon-Charts und bezeichnete die Erhebungsmethoden als intransparent. Viele NGOs, darunter Reporter ohne Grenzen verurteilten die Klage als Eingriff in die Meinungsfreiheit. Ein Regionalgericht der Präfektur Tokio verurteilte Ugaya zu einer Zahlung von einer Million Yen, wogegen er Berufung vor dem Oberpräfekturgericht einreichte. Nach einem 33-monatigen Gerichtsmarathons ließ Oricon die Klage fallen, was in Japan eine absolute Seltenheit darstellt.

## Methodologie der Oricon-Charts
Die Single- und Albumcharts von Oricon werden auf täglicher, wöchentlicher, monatlicher und jährlicher Basis publiziert. Ursprünglich wurden bei der Ermittlung der Singlecharts lediglich physische Tonträgerverkäufe berücksichtigt. Digitale Downloads fanden erst ab dem Jahr 2017 Berücksichtigung bei der Ermittlung der Charts. Im November des Jahres 2017 erschienen erstmals eine eigene Charts für digitale Singleverkäufe. Ein Jahr später wurden eine spezielle Singlecharts für Musikstreaming sowie die kombinierten Singlecharts, welche physische und digitale Verkäufe sowie Streamingzahlen berücksichtigt, von Oricon vorgestellt.
Bei den Albumcharts wurden Musikdownloads bis 2016 bei der Berechnung nicht beachtet, bis im November des gleichen Jahres die digitalen Albumcharts erstmals veröffentlicht wurden. Seit 2018 fließen auch Streamingdaten in die digitalen Albumcharts ein. Zudem wurden die kombinierten Albumcharts erstmals publiziert, die ihre Charts anhand der Album-equivalent unit ermittelt. Die Chartdaten von den Verkaufspartnern werden montags an Oricon übermittelt und am Folgetag auf Oricon Style sowie auf der Homepage veröffentlicht. Da Oricon nicht mit allen Verkäufern in Japan kooperiert, werden nicht alle Verkäufe bei der Chartermittlung berücksichtigt. So wurde beispielsweise die Debütsingle der Idol-Gruppe NEWS exklusiv bei der Handelskette 7 Eleven zum Verkauf angeboten. Da das Unternehmen aber nicht von Oricon abgedeckt wird, wurden die Verkaufszahlen der Single bei 7 Eleven nicht in den Charts einbezogen. Bevor die Daten elektronisch übermittelt wurden, wurden die Charts anhand von Daten ermittelt, die von den Verkäufern per Fax an Oricon gesendet wurden.

## Chartsegmente der Oricon-Charts
Die Oricon-Charts umfassen folgende Segmente:
- die Oricon-Singlecharts (seit 1968)
- die Oricon-Albumcharts (seit 1987)
- die Oricon-Digital-Singlecharts
- die Oricon-Streaming-Singlecharts
- die Combined Singles Charts
- die Combined Albums Charts
- die Western-Albumcharts (für ausländische Alben)
- die Enka-Charts
- die Rock-Singlecharts
- die Rock-Albumcharts
- die Dance-and-Soul-Albumcharts
- die Independent-Singlecharts
- die Independent-Albumcharts
- die Anime-Singlecharts
- die Anime-Albumcharts
- die Karaoke-Charts
- die YouTube-Charts

## Billboard-Charts
Seit 2008 ermittelt das US-amerikanische Musikmagazin Billboard mit den Billboard Japan Hot 100 eine eigene Singlecharts, die im Rahmen des Konzeptes Hits of the World auf dem japanischen Zweig Billboard Japan publiziert werden. Seit Juni 2015 veröffentlicht Billboard Japan die Billboard Japan Hot Albums, die die vorher publizierten Top-Albumcharts ersetzen.
Die im Jahr 2008 gestarteten Billboard Japan Hot 100 berücksichtigte bis 2010 lediglich physische Tonträgerverkäufe und Airplay von 32 FM- und AM-Radiostationen, die von Luminate – ehemals Nielsen SoundScan bzw. MRCData – und Plantech zusammengetragen wurden. Im Dezember 2010 wurden zunächst nur digitale Verkäufe von ITunes zusätzlich zum Airplay und den Tonträgerverkäufen bei der Auswertung der Singlecharts hinzugezogen, ehe ab Dezember 2013 weitere Anbieter für digitale Musikdownloads mit berücksichtigt wurden. Ab 2015 wurden Musik- und Videostreaming bei der Chartermittlung hinzugezogen, seit 2018 finden außerdem die Karaoke-Versionen bei der Charterstellung Berücksichtigung. Seit 2016 arbeitet Billboard Japan mit GfK Japan zusammen, die Billboard Verkaufs- und Streamingdaten von 3.900 Anbietern auf nationaler Ebene zusammentragen und diese als Punkte, ähnlich der Album-equivalent unit, zur Verfügung stellen.
Die japanischen Billboard-Charts umfassen folgende Charts:
- die Billboard Japan Hot 100 (seit 2008)
- die Billboard Japan Hot Albums (seit 2015)
- die Billboard Japan Top Album Sales
- die Billboard Japan Download Albums
- die Billboard Japan Hot Animation
- die Billboard Japan Hot Overseas (Lieder von westlichen Künstlern)
- die Billboard Japan Top Single Sales
- die Billboard Japan Download Songs
- die Billboard Japan Streaming Songs
- die Top User-Generated Songs
- die Heatseekers Songs
- die TikTok Weekly Top 20
- die Niconico Vocaloid-Songs Top 20
- die Artist 100
- die Hot 100 Lyricists
- die Hot 100 Composers